# Килессо, Сергей Константинович
Сергей Константинович Килессо (28 марта 1931, Киев — 30 июня 2012, Киев) — архитектор, заслуженный архитектор Украины, дважды лауреат Государственной премии Украины в области архитектуры (1997, 2007), кандидат архитектуры, старший научный сотрудник, действительный член Украинской академии архитектуры, действительный член Российской академии архитектуры и строительных наук.

## Работы
- Памятник Лесе Украинке (Луцк);
- Памятник Богдану Хмельницкому (с. Суботов);
- Реставрация Троицкой надвратной церкви;
- Реставрация корпусов соборных старцев, и клирошан Киево-печерской лавры;
- Реставрация Троицкой церкви Мотронинского монастыря;
- Реставрация Ильинской церкви в с. Суботов;
- Реставрация присутственных мест, замка и новой часовни Покрова Пресвятой Богородицы (Чигирин).

## Публикации
- Килессо С. К. Канев. — Киев: Госстройиздат УССР, 1964. — 34 с.
- Килессо С. К. Керамика в архитектуре Украины / Гос. ком. по гражд. строительству и архитектуре при Госстрое СССР. Науч.-исслед. ин-т теории, истории и перспективных проблем советской архитектуры в г. Киеве. — Киев: Будівельник, 1968. — 104 с.
- Килессо С. К. Киево-Печерская лавра: Памятники архитектуры и искусства. — М.: Искусство, 1975. — 144, [6] с. — 30 000 экз.
- Килессо С. К. Архитектура Крыма. — Киев: Будівельник, 1983. — 96, [24] с. — 30 000 экз.
- Кілессо С. К. Архітектурні та мистецьки скарби Богданового краю. Київ: Техніка, 2000—144 с. — 2000 прим. ISBN 966-575-008-9
- Килессо С. К. Путеводитель. — 1961. — 159 с.
- Килессо С. К., Кишкань В. П., Петренко В. Ф. и др. Донецк: Архитектурно-исторический очерк. — Киев: Будівельник, 1982. — 152 с. Архивировано 25 декабря 2010 года.